# تامی لانگلی
 تامی لانگلی  (به انگلیسی: Tommy Langley) (زاده ۸ فوریه ۱۹۵۸ - لندن) بازیکن سابق فوتبال انگلیس، باشگاه فوتبال چلسی و باشگاه فوتبال آ.ا.ک آتن است.لانگلی ۶ فصل برای تیم چلسی بازی کرده‌است.